# Goof Troop
Goof Troop (グーフィーとマックス - 海賊島の大冒険?, Gūfī to Makkusu - Kaizoku Shima no Daibōken, lett. "Pippo & Max - Le avventure nell'isola dei pirati"), è un videogioco ibrido tra azione e avventura (con elementi puzzle) basato sulla serie animata della Disney Ecco Pippo!, sviluppato e pubblicato da Capcom nel 1993 per la console 16-bit SNES. Può essere giocato anche in due cooperativamente, ove il primo controlla Pippo mentre l'altro suo figlio Max, oppure viceversa.

## Trama
In un bel giorno per pescare a Spoonerville, Pippo e suo figlio Max escono in mare. Mentre stanno pescando, vedono un'enorme nave pirata andare verso Spoonerville con Pietro Gambadilegno e suo figlio P.J. (i vicini di casa dei protagonisti) catturati. Pippo cerca di raggiungerli con la barca, ma ci riesce solo quando essa attracca sull'isola dei pirati.
Dopo essere sbarcati sull'isola e avere sconfitto un paio di pirati, Pippo e Max vengono a sapere che essi hanno scambiato Pietro per il loro capitano, Keelhaul Pete, il quale era stato inghiottito da una balena molto tempo prima. Mentre i due la esplorano e combattono sempre più pirati, Pietro e P.J. continuano la messinscena, visto che il primo si diverte a essere il re pirata.
In ogni caso, Pippo e Max raggiungono tale nave, e vedono quello che sembra essere Pietro Gambadilegno. Pippo cerca di salvarlo, ma accidentalmente lo stordisce. Max poi si rende conto che quello che pensavano fosse Pietro in realtà è il capitano Keelhaul Pete, ritornato dopo che la balena l'aveva sputato fuori. Preoccupati per la loro sicurezza, il duo comincia a infiltrarvisi dentro, fino ad avere uno scontro finale con lui. Dopo averlo sconfitto, trovano Pietro e P.J. appesi ad una corda e dati in pasto ad un alligatore, quindi li salvano all'istante (subito dopo che Pippo si chiedesse perché l'animale volesse mangiarli prima dell'ora di cena!). Dopo avere appeso Keelhaul Pete sopra l'alligatore al loro posto, i quattro ritornano a pescare.

## Modalità di gioco
In Goof Troop, vestendo i panni di Pippo o di Max, il giocatore affronta i cinque livelli di gioco tracciati sulla mappa dell'isola; nella giungla, in un villaggio sotto assedio, in un castello infestato, in una miniera all'interno della montagna e, per ultimo, nella nave pirata dove Pietro Gambadilegno e suo figlio P.J. sono tenuti prigionieri.
Ciascun livello è composto da tante aree a schermata fissa con visuale dall'alto, dove oltre ai vari tipi di nemici, ve n'è qualcuna interamente dedicata a un enigma con dei blocchi raffigurati dalla stella (presente anche quello che esplode dopo alcuni secondi), che si spostano calciandoli e messe negli appositi spazi per aprire delle porte. Oltre a ciò, di tanto in tanto si può incontrare un isolano, che dà delle informazioni sui tesori del posto o informazioni su come risolvere i problemi.
Riguardo ai nemici (pirati in primis), per attaccarli bisogna colpirli con uno di quei blocchi, oppure prendere e tirare addosso vasi di piante, barili e, qualche volta, bombe sparate da un cannone (anch'esso da distruggere). Soprattutto i primi due, provocano al pirata una resistenza al danno in base al personaggio giocato: Max per esempio, essendo il più veloce nel movimento ha una debole forza d'attacco, quindi deve lanciarli due volte di fila per sconfiggerlo. In più possono scoprire da sotto due frutti (ciliegie e banane), i quali raccogliendoli fanno ricaricare i propri punti vita rappresentati da cuori. Dopo ogni sei cuori è guadagnabile una vita supplementare, ma, se si viene beccati con i sei cuori già pieni vengono tutti perduti, e una volta definitivamente beccati la si perde; tale vita è ottenibile pure da un diamante rosso, che però, con le nove vite al massimo dona sei cuori, ovviamente in caso di attacco subito. Un diamante verde regala invece un continua.
Vi sono poi diversi utili oggetti, ove nella modalità multiplayer, ogni giocatore può portarne solo uno, mentre in quella singola due (passando da uno all'altro premendo i tasti dorsali). Alcuni di questi sono i più ricorrenti, tra cui il rampino, il quale fa prendere a distanza vasi, barili, frutti o diamanti e stordisce i pirati, al contempo spingerli per farli cadere in acqua o nel vuoto. Viene usato anche per creare ponti sospesi (in questo caso rimane attaccato e non sarà più riutilizzato). Una campanella attira col suo suono sempre i pirati, che, oltre a distrarli li porta nel punto in cui solitamente è più facile sconfiggerli, ovvero vicino a un blocco per poi calciarlo. E, non da ultimo, una chiave colorata che sblocca la serratura di una porta; quella d'argento una normale, mentre quella d'oro (eccetto negli ultimi due livelli) per entrare nell'area covo del boss.
Infine, nel titolo è incluso un sistema di password (ottenuto battendo il boss di fine livello) che permette di ricominciare direttamente in una delle quattro aree avanzate.

## Accoglienza
La rivista Nintendo Power recensì Goof Troop. Nel numero 51 (uscito il 1º agosto del 1993), gli ha dato un punteggio di 3,525 su 5. Sebbene essi hanno criticato la sfida per essere "abbastanza modesta", ribadivano che "il gioco è comunque molto divertente".